# Fuga dall'arcipelago maledetto
Fuga dall'arcipelago maledetto è un film del 1982, diretto da Antonio Margheriti.

## Trama
Tiger Joe e Midnight sono due piloti che, insieme al loro meccanico Lenny, contrabbandano armi nel sud-est asiatico per conto di Bronski. Tiger Joe parte per consegnare una partita di armi a un gruppo di guerriglieri nascosti nella giungla. Scaricato il carico vengono attaccati da un caccia, Tiger Joe riesce ad alzarsi in volo ma è costretto ad un atterraggio di emergenza in un fiume.
Viene catturato da un gruppo di guerriglieri e curato da una donna occidentale, Kia, che combatte con loro. Viene tenuto prigioniero ma durante un trasferimento il gruppo subisce un'imboscata. Sebbene con le mani legate Hoe riesce a salvare Kia e il suo compagno Datu, unici superstiti. Si riparano per la notte in un rudere, dove Joe e Kia si baciano, osservati lontani da Datu. Il giorno dopo i tre stanno pescando in un fiume e Datu, per gelosia cerca di colpire con un arpione Tiger Joe, ma ha un ripensamento e lo salva dalle rapide.
Segue scontro a fuoco con alcuni soldati in cui Datu perde la vita. Nel frattempo Midnight, Lenny e Bronski partono sull'altro aereo alla ricerca del loro amico, riescono a trovarlo ma vengono abbattuti e circondati dalle forze nemiche. Vengono salvati tempestivamente dal Joe e Kia. Raggiungono un riparo dei guerriglieri, occupato da alcuni profughi. Qui vengono nuovamente attaccati, i civili sono massacrati e Bronski ucciso. Anche Lenny è gravemente ferito e, dopo essere stato trasportato dai tre per la giungla chiede a Midnight di finirlo con un colpo di pistola. Midnight, distrutto, lo accontenta.
Ne segue una lotta nel fiume con un Tiger Joe sconvolto. Più tardi i tre si uniscono a u gruppo di guerriglieri e mentre Joe si ubriaca, Midnight spiega a Kia che loro tre erano amici dalla guerra e che Tiger Joe, in quanto capo pattuglia aveva l'abitudine di ubriacarsi ogni volta che qualcuno cadeva in battaglia. Più tardi i due aiutano i ribelli a far saltare un ponte e si uniscono a una colonna di profughi verso il confine. Purtroppo una volta a riva trovano ad aspettarli una nave militare. mentre i guerriglieri combattono con i soldati a terra Joe e Midnight salgono a nuoto sulla nave e usano le mitragliatrici pesanti per colpire alle spalle i militari sbarcati. Purtroppo Midnight è ferito a morte e, dopo aver buttato Joe in acqua, fa esplodere la nave.
Il film si conclude con Kia e Joe che si riuniscono in un campo della Croce Rossa, dove Joe fa capire che i suoi giorni di trafficante di armi sono finiti.

## Distribuzione
La pellicola è stata distribuita nelle sale cinematografiche italiane il 18 agosto del 1982.